# Boulevard Puerto Aéreo (métro de Mexico)
Boulevard Puerto Aéreo est une station de la Ligne 1 du métro de Mexico, située à l'est de Mexico, dans la délégation Venustiano Carranza.

## La station
La station ouverte en 1969 portait le nom de l'aéroport puisque, à sa construction, elle était la plus proche de l'aéroport international de Mexico. Même après avoir perdu ce titre, la station a conservé son nom pendant plusieurs décennies, jusqu'au 23 septembre 1996. Cependant, pour éviter toute confusion, la station a été rebaptisée Boulevard Puerto Aereo, étant située à la jonction de cette route avec la route Ignacio Zaragoza. Le symbole de la station est la représentation du pont situé sur cette traversée de la route.